# 2014年羅傑·費德勒網球賽季
2014年，費達拿重拾狀態，雖然連續兩年無緣大滿貫冠軍，但全年奪得五座錦標：兩座1000賽（辛辛那提、上海）、两座500賽（杜拜、巴塞爾）和一座250賽冠軍（哈雷），且世界排名回升至第二，國家隊方面更協助瑞士首度奪得台維斯盃冠軍。
雖然在澳網四強被剋星拿度擊敗，且世界排名跌至第八，但仍然能把碩果僅存的澳網連續晉級四強紀錄改寫為十一年。法網則在十六強敗予拉脫維亞球手厄內斯特·古爾比斯。在溫布頓破紀錄第九次進入決賽，與祖高域激戰五盤後惜敗。美網睽違三年重返四強後，爆冷以直落三盤的比分負予過往與之交手未嘗一敗的克羅地亞球手馬林·契利奇。年終賽因背傷在決賽展開前宣佈退出，令對手祖高域成就三連冠。另外，他亦協助瑞士晉級台維斯盃決賽，並以場數3–1擊敗法國奪標。

## 年度詳述
費達拿在賽季前宣佈聘請了兒時偶像，瑞典名宿兼前世界第一的斯特凡·埃德贝里為新教練。他以布里斯班國際賽作為開季首站比賽，這是他職業生涯首次參與這項賽事，最終闖入決賽，但不敵前世界第一的東道主球手休伊特。澳洲網球公開賽，十六強擊敗法國好手特松加，連續兩年擊敗對方，八強更擊敗四巨頭之一的梅利，只在四強再一次敗在拿度拍下，但已足以繼續書寫此項大滿貫賽事連續躋身四強的紀錄至十一年。
其後費達拿夥拍華連卡出戰台維斯盃世界組賽事，首圈對有祖高域缺陣的塞爾維亞，費達拿首場單打擊敗伊利亞·博佐利亞奇，協助瑞士先拔頭籌，最後以場數3-2晉身八強。
春季中東硬地賽事杜拜站，費達拿在四強反勝衛冕的祖高域，並在決賽再度反勝捷克球手貝爾迪赫，第六次在杜拜稱王。為他職業生涯第78座單打錦標，超越美國名宿麥根萊的77座紀錄，進佔史上第三位﹔同時，他亦追平捷克斯洛伐克裔美國籍名宿蘭度的連續14年有冠軍進賬的紀錄，並列第一。
賽季首項大師賽印第安維爾斯站，費達拿延續佳態，一路晉身決賽，雖被祖高域復仇成功，但亦無阻其世界排名重回前五位。至於邁阿密站則戰至八強時被日本球手錦織圭淘汰，但世界排名仍可進一步回升至第四。
四月舉行的台維斯盃八強賽事，費達拿在贏下兩場單打的情況下，再次以3-2的場數擊敗哈薩克，協助瑞士11年來首次躋身四強。
為了在妻子臨盆前爭取更多積分，費達拿取得了蒙地卡羅大師賽的外卡，這是他三年來首次參與此站賽事，八強和四強分別反勝特松加和直落兩盤擊敗祖高域而晉身決賽，但不敵同胞瓦夫林卡，延續在蒙地卡羅無冠的魔咒。
由於妻子臨盆在即，費達拿退出了馬德里大師賽，5月6日，他在官方網站公佈自己的雙胞胎兒子利奧（Leo）和利尼（Lenny）出生的消息。
重返球場後，費達拿在羅馬復出，然而他在首圈輪空自動晉級次圈後便旋即出局，被法國人查迪反勝淘汰。
第二項大滿貫賽事法國網球公開賽，費達拿於十六強的五盤大戰中遭拉脫維亞球手古爾比斯擊敗，自05年來首次無緣八強。

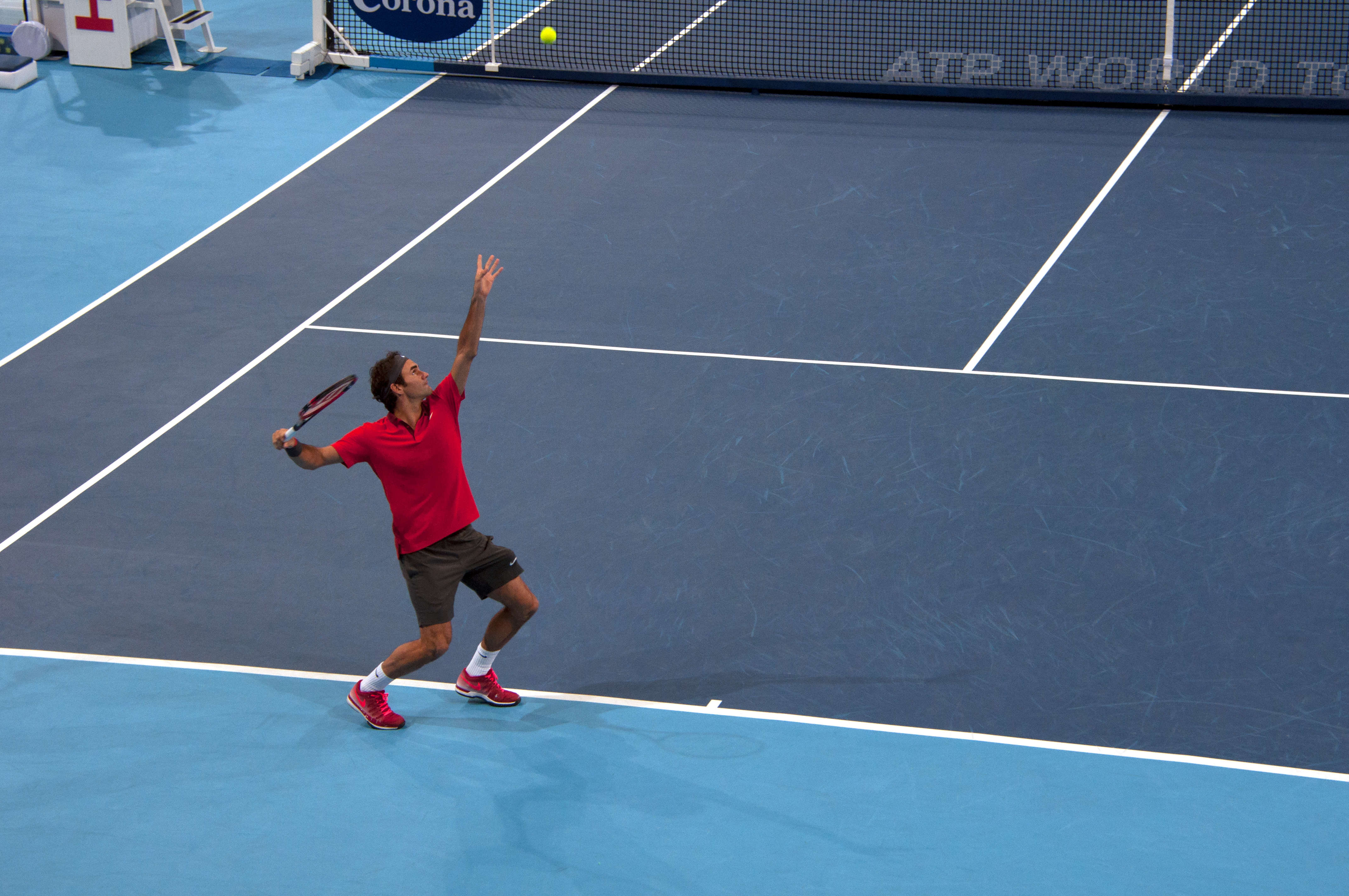
費達拿第六次於瑞士室內賽奪標

草地賽季，費達拿一如既往以哈雷站作熱身賽事，四強淘汰錦織圭復仇成功，並在決賽擊敗哥倫比亞選手法亞，第七度在哈雷稱王。溫布頓網球公開賽，費達拿一洗去年第二圈出局的恥辱，破紀錄第九次晉級決賽，且此前只失一盤，雖然經過五盤大戰後不敵祖高域，但其世界排名仍能重返第三。
秋季硬地賽季暨美網系列賽，費達拿三年來首度參與多倫多大師賽，並一路晉身決賽，但不敵此前先後淘汰祖高域、梅利和季米特洛夫的特松加，連續兩次參賽皆敗予對方，亦苦吞今年第三座大師賽亞軍。緊接的辛辛那提大師賽，費達拿在八強再度擊敗梅利，並在決賽擊敗費拿，保持職業生涯對戰紀錄至16連勝不敗和晉級此項賽事決賽全勝之餘，更重要的是在今年第四次晉身大師賽決賽終嚐首冠滋味，打破為期兩年的大師賽冠軍荒，亦是他職業生涯第80座錦標。這項賽事後，費達拿也鎖定了年終賽資格，連續十三年入圍，超越蘭度成為史上第一人。
美國網球公開賽，費達拿突破去年在第四圈出局的尷尬而晉級八強對法國另一名好手蒙菲斯，在先連失兩盤兼在第四盤出現兩個盤末點的情況下，仍能逆轉三盤，事隔三年再度重返四強，職業生涯第九次落後兩盤下反敗為勝，但他在四強被過往與之交手未嘗一敗的克羅地亞球手馬林·契利奇橫掃淘汰。
美網後舉行的台維斯盃四強賽事，費達拿與在八強一樣贏下兩場單打，同樣以3-2的場數淘汰意大利，協助瑞士相隔22年後再次打入決賽。

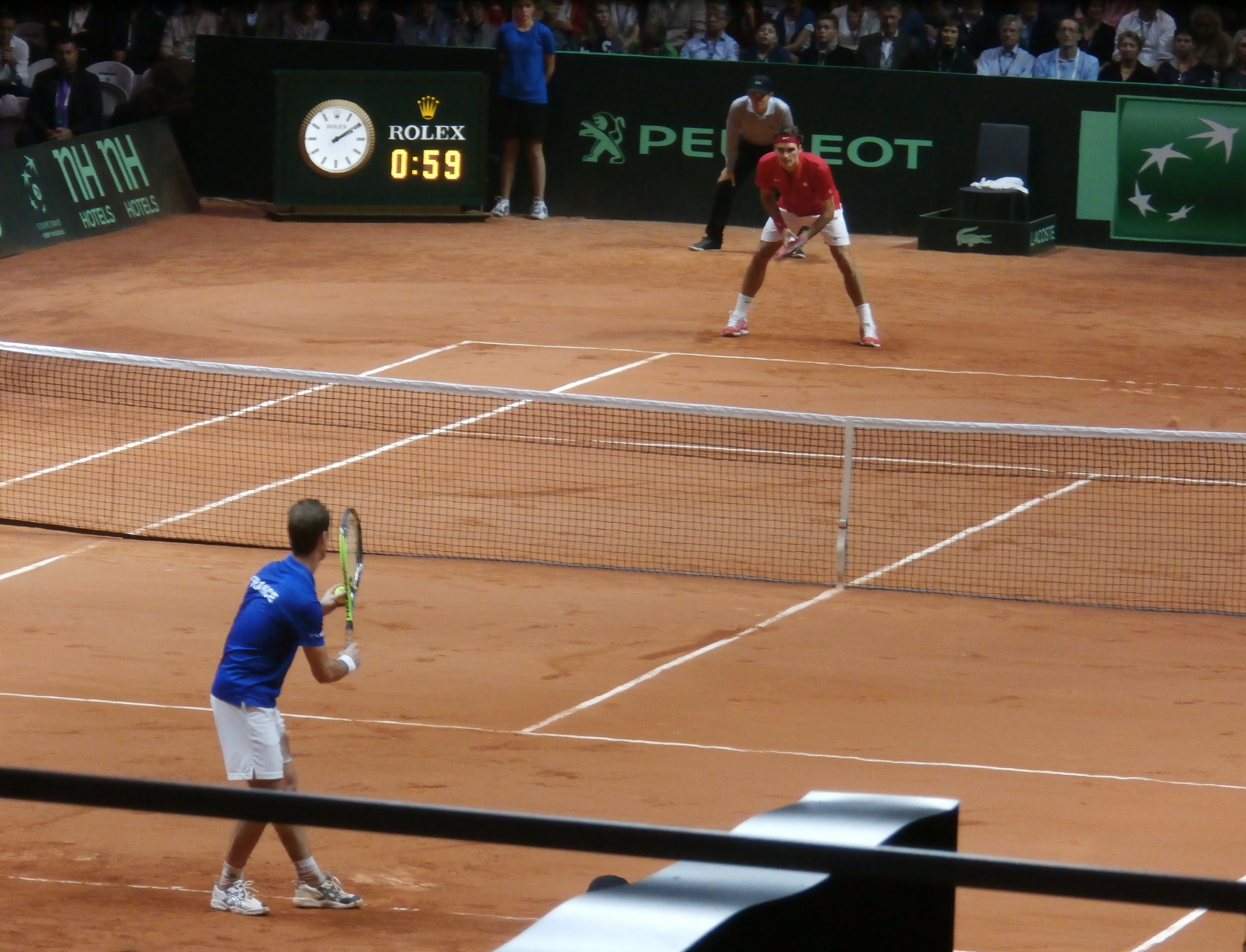
費達拿於台維斯盃決賽第四場單打對戰加斯凱

為國出戰後，費達拿遠赴中國，出戰上海大師賽。首圈輪空後，費達拿第二圈即陷於苦戰，在出現五個盤點面臨出局的情況下，最後決勝盤通過搶七淘汰阿根廷好手萊昂納多·梅耶爾，直至四強再度與祖高域交手，這次費達拿以頻頻上網的戰術，技術性擊倒這名衛冕球手，終結對方在中國的跨季28連勝。決賽則以兩盤搶七擊敗法國人吉爾·西蒙，首次奪得這站賽事冠軍。同时，他成为第一位夺得过全部硬地大师赛冠军的球员，世界排名亦超越拿度，重返第二。
在自己唯一一項角逐的亞洲賽事掄元後，費達拿回到家鄉巴塞爾參與瑞士室內賽，結果他連續第九年，也是職業生涯第十一次躋身決賽，擊敗比利時新星大衛·戈芬，睽違三年再度奪魁，也是他第六次奪得此站冠軍。
接下來的大師賽最後一站巴黎站，費達拿淘汰了兩個東道主選手後，在八強不敵加拿大發球好手拉奧歷，職業生涯首負對手。
最後一項賽事年終賽，費達拿在小組賽與拉奧歷、錦織圭和安迪·梅利同組，以三戰全勝的戰績首名晉身淘汰賽，卻在四強面對同胞好友瓦夫林卡時背部受傷而要在決賽展開前宣佈退出，令對手祖高域成就三連冠。
雖受背傷困擾，但費達拿仍堅持參與台維斯盃決賽對法國的賽事，初時抱怨傷患影響備戰的他在第二場單打賽事優勢盡失，被蒙菲斯直落三盤橫掃，令瑞士首日與法國平分秋色﹔但費達拿和華連卡在次日的男雙賽事以絕佳的表現為瑞士再度領先，逐漸復元的費達拿在第四場單打輕鬆擊敗加斯凱後，瑞士終於首度問鼎台維斯盃冠軍。

## 所有賽事
指引：
| W | F | SF | QF | #R | RR | LQ (Q#) | A | P | Z# | PO | SF-B | F-S | G | NMS | NH | NQ |

W：冠軍；F：亞軍；SF：四強；QF：八強；#R：前四輪；RR：小組賽；LQ：止步資格賽；A：缺席；P：比赛延期；Z#：戴维斯杯/联合会杯组别赛（#表示级别）；PO：參與戴維斯盃/联合会杯附加赛；SF-B：奧運會銅牌；F-S：奧運會銀牌；G：奧運會金牌；NMS：非ATP1000大師賽系列；NH：該賽事本年度未舉行；NQ：未入圍。

### 單打賽事
| 賽事 | 賽數 | 輪數   | 對手                       | 對手排名 | 結果                | 比分                              |
| 布里斯本國際賽 澳洲, 布里斯班 ATP 250分賽事 室外硬地 2013年12月30日至2014年1月5日                        | –    | 首圈   | 輪空                       | 輪空     | 輪空                | 輪空                              |
| 布里斯本國際賽 澳洲, 布里斯班 ATP 250分賽事 室外硬地 2013年12月30日至2014年1月5日                        | 1139 | 第二圈 | 亞爾科·涅米寧              | 39       | 勝                  | 6–4, 6–2                          |
| 布里斯本國際賽 澳洲, 布里斯班 ATP 250分賽事 室外硬地 2013年12月30日至2014年1月5日                        | 1140 | 八強   | 馬林科·馬托塞維奇          | 61       | 勝                  | 6–1, 6–1                          |
| 布里斯本國際賽 澳洲, 布里斯班 ATP 250分賽事 室外硬地 2013年12月30日至2014年1月5日                        | 1141 | 四強   | 熱雷米·夏爾迪              | 34       | 勝                  | 6–3, 6–7(3–7), 6–3                |
| 布里斯本國際賽 澳洲, 布里斯班 ATP 250分賽事 室外硬地 2013年12月30日至2014年1月5日                        | 1142 | 決賽   | 萊頓·休伊特                | 60       | 負                  | 1–6, 6–4, 3–6                     |
| 澳洲網球公開賽 澳洲, 墨爾本 大滿貫 室內硬地 2014年1月13日至1月26日                                       | 1143 | 首圈   | 詹姆斯·達克沃斯            | 133      | 勝                  | 6–4, 6–4, 6–2                     |
| 澳洲網球公開賽 澳洲, 墨爾本 大滿貫 室內硬地 2014年1月13日至1月26日                                       | 1144 | 第二圈 | 布拉日·卡夫契奇            | 99       | 勝                  | 6–2, 6–1, 7–6(7–4)                |
| 澳洲網球公開賽 澳洲, 墨爾本 大滿貫 室內硬地 2014年1月13日至1月26日                                       | 1145 | 第三圈 | 泰穆拉茲·加巴什維利        | 79       | 勝                  | 6–2, 6–2, 6–3                     |
| 澳洲網球公開賽 澳洲, 墨爾本 大滿貫 室內硬地 2014年1月13日至1月26日                                       | 1146 | 第四圈 | 若-威爾弗里德·特松加       | 10       | 勝                  | 6–3, 7–5, 6–4                     |
| 澳洲網球公開賽 澳洲, 墨爾本 大滿貫 室內硬地 2014年1月13日至1月26日                                       | 1147 | 八強   | 安迪·梅利                  | 4        | 勝                  | 6–3, 6–4, 6–7(6–8), 6–3           |
| 澳洲網球公開賽 澳洲, 墨爾本 大滿貫 室內硬地 2014年1月13日至1月26日                                       | 1148 | 四強   | 拉斐爾·納達爾              | 1        | 負                  | 6–7(4–7), 3–6, 3–6                |
| 台維斯盃世界組首圈﹕ · 瑞士 對 塞爾維亞 · 塞爾維亞, 諾威薩 · 台維斯盃 · 室內硬地 · 2014年1月31日至2月2日 | 1149 | 小組賽 | 伊利亞·博佐利亞奇          | 268      | 勝                  | 6–4, 7–5, 6–2                     |
| 杜拜網球錦標賽 阿聯酋, 杜拜 ATP 500分賽事 室外硬地 2014年2月24日至3月2日                                 | 1150 | 首圈   | 班傑明·貝克爾              | 90       | 勝                  | 6–1, 6–4                          |
| 杜拜網球錦標賽 阿聯酋, 杜拜 ATP 500分賽事 室外硬地 2014年2月24日至3月2日                                 | 1151 | 第二圈 | 拉德克·史坦帕尼克          | 48       | 勝                  | 6–2, 6–7(4–7), 6–3                |
| 杜拜網球錦標賽 阿聯酋, 杜拜 ATP 500分賽事 室外硬地 2014年2月24日至3月2日                                 | 1152 | 八強   | 盧卡斯·拉索爾              | 49       | 勝                  | 6–2, 6–2                          |
| 杜拜網球錦標賽 阿聯酋, 杜拜 ATP 500分賽事 室外硬地 2014年2月24日至3月2日                                 | 1153 | 四強   | 諾華克·祖高域              | 2        | 勝                  | 3–6, 6–3, 6–2                     |
| 杜拜網球錦標賽 阿聯酋, 杜拜 ATP 500分賽事 室外硬地 2014年2月24日至3月2日                                 | 1154 | 決賽   | 托馬什·貝爾迪赫            | 6        | 勝(1)               | 3–6, 6–4, 6–3                     |
| 印第安維爾斯大師賽 美國, 印第安維爾斯 ATP世界巡迴賽1000大師賽 室外硬地 2014年3月3日至3月16日             | –    | 首圈   | 輪空                       | 輪空     | 輪空                | 輪空                              |
| 印第安維爾斯大師賽 美國, 印第安維爾斯 ATP世界巡迴賽1000大師賽 室外硬地 2014年3月3日至3月16日             | 1155 | 第二圈 | 保羅-亨利·馬蒂厄           | 123      | 勝                  | 6–2, 7–6(7–5)                     |
| 印第安維爾斯大師賽 美國, 印第安維爾斯 ATP世界巡迴賽1000大師賽 室外硬地 2014年3月3日至3月16日             | 1156 | 第三圈 | 德米特里·圖爾蘇諾夫        | 30       | 勝                  | 7–6(9–7), 7–6(7–2)                |
| 印第安維爾斯大師賽 美國, 印第安維爾斯 ATP世界巡迴賽1000大師賽 室外硬地 2014年3月3日至3月16日             | 1157 | 第四圈 | 托米·哈斯                  | 12       | 勝                  | 6–4, 6–4                          |
| 印第安維爾斯大師賽 美國, 印第安維爾斯 ATP世界巡迴賽1000大師賽 室外硬地 2014年3月3日至3月16日             | 1158 | 八強   | 凱文·安德森                | 18       | 勝                  | 7–5, 6–1                          |
| 印第安維爾斯大師賽 美國, 印第安維爾斯 ATP世界巡迴賽1000大師賽 室外硬地 2014年3月3日至3月16日             | 1159 | 四強   | 亞歷山大·多爾戈波洛夫      | 31       | 勝                  | 6–3, 6–1                          |
| 印第安維爾斯大師賽 美國, 印第安維爾斯 ATP世界巡迴賽1000大師賽 室外硬地 2014年3月3日至3月16日             | 1160 | 決賽   | 諾華克·祖高域              | 2        | 負                  | 6–3, 3–6, 6–7(3–7)                |
| 邁阿密大師賽 美國, 邁阿密 ATP世界巡迴賽1000大師賽 室外硬地 2014年3月17日至3月30日                        | –    | 首圈   | 輪空                       | 輪空     | 輪空                | 輪空                              |
| 邁阿密大師賽 美國, 邁阿密 ATP世界巡迴賽1000大師賽 室外硬地 2014年3月17日至3月30日                        | 1161 | 第二圈 | 伊沃·卡洛維奇              | 53       | 勝                  | 6–4, 7–6(7–4)                     |
| 邁阿密大師賽 美國, 邁阿密 ATP世界巡迴賽1000大師賽 室外硬地 2014年3月17日至3月30日                        | 1162 | 第三圈 | 蒂莫·德·巴克               | 162      | 勝                  | 6–3, 6–3                          |
| 邁阿密大師賽 美國, 邁阿密 ATP世界巡迴賽1000大師賽 室外硬地 2014年3月17日至3月30日                        | 1163 | 第四圈 | 里夏爾·加斯凱              | 9        | 勝                  | 6–1, 6–2                          |
| 邁阿密大師賽 美國, 邁阿密 ATP世界巡迴賽1000大師賽 室外硬地 2014年3月17日至3月30日                        | 1164 | 八強   | 錦織圭                     | 21       | 負                  | 6–3, 5–7, 4–6                     |
| 台維斯盃世界組八強﹕ · 瑞士 對 · 瑞士, 日內瓦 · 台維斯盃 · 室內硬地 · 2014年4月4日至4月6日               | 1165 | 小組賽 | 米哈伊爾·庫庫什金          | 56       | 勝                  | 6–4, 6–4, 6–2                     |
| 台維斯盃世界組八強﹕ · 瑞士 對 · 瑞士, 日內瓦 · 台維斯盃 · 室內硬地 · 2014年4月4日至4月6日               | 1166 | 小組賽 | 安德烈·戈盧別夫            | 64       | 勝                  | 7–6(7–0), 6–2, 6–3                |
| 蒙地卡羅大師賽 摩納哥, 蒙地卡羅 ATP世界巡迴賽1000大師賽 室外泥地 2014年4月12日至4月20日                  | –    | 首圈   | 輪空                       | 輪空     | 輪空                | 輪空                              |
| 蒙地卡羅大師賽 摩納哥, 蒙地卡羅 ATP世界巡迴賽1000大師賽 室外泥地 2014年4月12日至4月20日                  | 1167 | 第二圈 | 拉德克·史坦帕尼克          | 41       | 勝                  | 6–1, 6–2                          |
| 蒙地卡羅大師賽 摩納哥, 蒙地卡羅 ATP世界巡迴賽1000大師賽 室外泥地 2014年4月12日至4月20日                  | 1168 | 第三圈 | 盧卡斯·拉索爾              | 47       | 勝                  | 6–4, 6–1                          |
| 蒙地卡羅大師賽 摩納哥, 蒙地卡羅 ATP世界巡迴賽1000大師賽 室外泥地 2014年4月12日至4月20日                  | 1169 | 八強   | 若-威爾弗里德·特松加       | 12       | 勝                  | 2–6, 7–6(8–6), 6–1                |
| 蒙地卡羅大師賽 摩納哥, 蒙地卡羅 ATP世界巡迴賽1000大師賽 室外泥地 2014年4月12日至4月20日                  | 1170 | 四強   | 諾華克·祖高域              | 2        | 勝                  | 7–5, 6–2                          |
| 蒙地卡羅大師賽 摩納哥, 蒙地卡羅 ATP世界巡迴賽1000大師賽 室外泥地 2014年4月12日至4月20日                  | 1171 | 決賽   | 斯坦·瓦林卡                | 3        | 負                  | 6–4, 6–7(5–7), 2–6                |
| 羅馬大師賽 意大利, 羅馬 ATP世界巡迴賽1000大師賽 室外泥地 2014年5月12日至5月18日                          | –    | 首圈   | 輪空                       | 輪空     | 輪空                | 輪空                              |
| 羅馬大師賽 意大利, 羅馬 ATP世界巡迴賽1000大師賽 室外泥地 2014年5月12日至5月18日                          | 1172 | 第二圈 | 熱雷米·夏爾迪              | 49       | 負                  | 6–1, 3–6, 6–7(6–8)                |
| 法國網球公開賽 法國, 巴黎 大滿貫 室外泥地 2014年5月26日至6月8日                                          | 1173 | 首圈   | 盧卡斯·拉科                | 87       | 勝                  | 6–2, 6–4, 6–2                     |
| 法國網球公開賽 法國, 巴黎 大滿貫 室外泥地 2014年5月26日至6月8日                                          | 1174 | 第二圈 | 迪亞哥·塞巴斯蒂安·施瓦茲曼 | 109      | 勝                  | 6–3, 6–4, 6–4                     |
| 法國網球公開賽 法國, 巴黎 大滿貫 室外泥地 2014年5月26日至6月8日                                          | 1175 | 第三圈 | 德米特里·圖爾蘇諾夫        | 32       | 勝                  | 7–5, 6–7(7–9), 6–2, 6–4           |
| 法國網球公開賽 法國, 巴黎 大滿貫 室外泥地 2014年5月26日至6月8日                                          | 1176 | 第四圈 | 厄內斯特·古爾比斯          | 17       | 負                  | 7–6(7–5), 6–7(3–7), 2–6, 6–4, 3–6 |
| 哈雷公開賽 德國, 哈雷 ATP 250分賽事 室外草地 2014年6月9日至6月15日                                       | –    | 首圈   | 輪空                       | 輪空     | 輪空                | 輪空                              |
| 哈雷公開賽 德國, 哈雷 ATP 250分賽事 室外草地 2014年6月9日至6月15日                                       | 1177 | 第二圈 | 喬奧·索薩                  | 44       | 勝                  | 6–7(8–10), 6–4, 6–2               |
| 哈雷公開賽 德國, 哈雷 ATP 250分賽事 室外草地 2014年6月9日至6月15日                                       | –    | 八強   | 盧彥勳                     | 48       | 不戰而勝            | 對手退出                          |
| 哈雷公開賽 德國, 哈雷 ATP 250分賽事 室外草地 2014年6月9日至6月15日                                       | 1178 | 四強   | 錦織圭                     | 12       | 勝                  | 6–3, 7–6(7–4)                     |
| 哈雷公開賽 德國, 哈雷 ATP 250分賽事 室外草地 2014年6月9日至6月15日                                       | 1179 | 決賽   | 亞歷杭德羅·法亞            | 69       | 勝(2)               | 7–6(7–2), 7–6(7–3)                |
| 溫布頓網球錦標賽 英國, 倫敦 大滿貫 室外草地 2014年6月23日至7月6日                                        | 1180 | 首圈   | 保羅·洛倫齊                | 83       | 勝                  | 6–1, 6–1, 6–3                     |
| 溫布頓網球錦標賽 英國, 倫敦 大滿貫 室外草地 2014年6月23日至7月6日                                        | 1181 | 第二圈 | 吉爾·穆勒                  | 103      | 勝                  | 6–3, 7–5, 6–3                     |
| 溫布頓網球錦標賽 英國, 倫敦 大滿貫 室外草地 2014年6月23日至7月6日                                        | 1182 | 第三圈 | 聖地亞哥·希拉爾多          | 35       | 勝                  | 6–3, 6–1, 6–3                     |
| 溫布頓網球錦標賽 英國, 倫敦 大滿貫 室外草地 2014年6月23日至7月6日                                        | 1183 | 十六強 | 托米·罗布雷多              | 22       | 勝                  | 6–1, 6–4, 6–4                     |
| 溫布頓網球錦標賽 英國, 倫敦 大滿貫 室外草地 2014年6月23日至7月6日                                        | 1184 | 八強   | 斯坦·瓦林卡                | 3        | 勝                  | 3–6, 7–6(7–5), 6–4, 6–4           |
| 溫布頓網球錦標賽 英國, 倫敦 大滿貫 室外草地 2014年6月23日至7月6日                                        | 1185 | 四強   | 米洛斯·拉奧歷              | 9        | 勝                  | 6–4, 6–4, 6–4                     |
| 溫布頓網球錦標賽 英國, 倫敦 大滿貫 室外草地 2014年6月23日至7月6日                                        | 1186 | 決賽   | 諾華克·祖高域              | 2        | 負                  | 7–6(9–7), 4–6, 6–7(4–7), 7–5, 4–6 |
| 加拿大大師賽 加拿大, 多倫多 ATP世界巡迴賽1000大師賽 室外硬地 2014年8月4日至8月10日                       | –    | 首圈   | 輪空                       | 輪空     | 輪空                | 輪空                              |
| 加拿大大師賽 加拿大, 多倫多 ATP世界巡迴賽1000大師賽 室外硬地 2014年8月4日至8月10日                       | 1187 | 第二圈 | 彼得·波蘭斯基              | 129      | 勝                  | 6–2, 6–0                          |
| 加拿大大師賽 加拿大, 多倫多 ATP世界巡迴賽1000大師賽 室外硬地 2014年8月4日至8月10日                       | 1188 | 第三圈 | 馬林·契利奇                | 18       | 勝                  | 7–6(7–5), 6–7(3–7), 6–4           |
| 加拿大大師賽 加拿大, 多倫多 ATP世界巡迴賽1000大師賽 室外硬地 2014年8月4日至8月10日                       | 1189 | 八強   | 大衛·費拿                  | 7        | 勝                  | 6–3, 4–6, 6–3                     |
| 加拿大大師賽 加拿大, 多倫多 ATP世界巡迴賽1000大師賽 室外硬地 2014年8月4日至8月10日                       | 1190 | 四強   | 費利西亞諾·洛佩斯          | 25       | 勝                  | 6–3, 6–4                          |
| 加拿大大師賽 加拿大, 多倫多 ATP世界巡迴賽1000大師賽 室外硬地 2014年8月4日至8月10日                       | 1191 | 決賽   | 若-威爾弗里德·特松加       | 15       | 負                  | 5–7, 6–7(3–7)                     |
| 辛辛那提大師賽 美國, 辛辛那提 ATP世界巡迴賽1000大師賽 室外硬地 2014年8月11日至8月17日                    | –    | 首圈   | 輪空                       | 輪空     | 輪空                | 輪空                              |
| 辛辛那提大師賽 美國, 辛辛那提 ATP世界巡迴賽1000大師賽 室外硬地 2014年8月11日至8月17日                    | 1192 | 第二圈 | 華塞克·波斯比希爾          | 46       | 勝                  | 7–6(7–4), 5-7, 6-2                |
| 辛辛那提大師賽 美國, 辛辛那提 ATP世界巡迴賽1000大師賽 室外硬地 2014年8月11日至8月17日                    | 1193 | 第三圈 | 加埃爾·蒙菲斯              | 22       | 勝                  | 6–4, 4–6, 6–3                     |
| 辛辛那提大師賽 美國, 辛辛那提 ATP世界巡迴賽1000大師賽 室外硬地 2014年8月11日至8月17日                    | 1194 | 八強   | 安迪·梅利                  | 9        | 勝                  | 6–3, 7–5                          |
| 辛辛那提大師賽 美國, 辛辛那提 ATP世界巡迴賽1000大師賽 室外硬地 2014年8月11日至8月17日                    | 1195 | 四強   | 米洛斯·拉奧歷              | 7        | 勝                  | 6–2, 6–3                          |
| 辛辛那提大師賽 美國, 辛辛那提 ATP世界巡迴賽1000大師賽 室外硬地 2014年8月11日至8月17日                    | 1196 | 決賽   | 大衛·費雷爾                | 6        | 勝(3)               | 6–3, 1–6, 6–2                     |
| 美國網球公開賽 美國, 紐約 大滿貫 室外硬地 2014年8月25日至9月8日                                          | 1197 | 首圈   | 馬林科·馬托塞維奇          | 76       | 勝                  | 6–3, 6–4, 7–6(7–4)                |
| 美國網球公開賽 美國, 紐約 大滿貫 室外硬地 2014年8月25日至9月8日                                          | 1198 | 第二圈 | 山姆·格羅斯                | 104      | 勝                  | 6–4, 6–4, 6–4                     |
| 美國網球公開賽 美國, 紐約 大滿貫 室外硬地 2014年8月25日至9月8日                                          | 1199 | 第三圈 | 馬塞爾·格拉諾勒斯          | 42       | 勝                  | 4–6, 6–1, 6–1, 6–1                |
| 美國網球公開賽 美國, 紐約 大滿貫 室外硬地 2014年8月25日至9月8日                                          | 1200 | 第四圈 | 羅伯托·包蒂斯塔·阿古特     | 19       | 勝                  | 6–4, 6–3, 6–2                     |
| 美國網球公開賽 美國, 紐約 大滿貫 室外硬地 2014年8月25日至9月8日                                          | 1201 | 八強   | 加埃爾·蒙菲斯              | 24       | 勝                  | 4–6, 3–6, 6–4, 7–5, 6–2           |
| 美國網球公開賽 美國, 紐約 大滿貫 室外硬地 2014年8月25日至9月8日                                          | 1202 | 四強   | 馬林·契利奇                | 16       | 負                  | 3–6, 4–6, 4–6                     |
| 台維斯盃世界組四強﹕ · 瑞士 對 義大利 · 瑞士, 日內瓦 · 台維斯盃 · 室內硬地 · 2014年9月12日至9月14日      | 1203 | 小組賽 | 西莫內·博萊利              | 76       | 勝                  | 7–6(7–5), 6–4, 6–4                |
| 台維斯盃世界組四強﹕ · 瑞士 對 義大利 · 瑞士, 日內瓦 · 台維斯盃 · 室內硬地 · 2014年9月12日至9月14日      | 1204 | 小組賽 | 法比奧·福尼尼              | 17       | 勝                  | 6–2, 6–3, 7–6(7–4)                |
| 上海大師賽 中國, 上海 ATP世界巡迴賽1000大師賽 室外硬地 2014年10月6日至10月12日                           | –    | 首圈   | 輪空                       | 輪空     | 輪空                | 輪空                              |
| 上海大師賽 中國, 上海 ATP世界巡迴賽1000大師賽 室外硬地 2014年10月6日至10月12日                           | 1205 | 第二圈 | 萊昂納多·梅耶爾            | 25       | 勝                  | 7–5, 3–6, 7–6(9–7)                |
| 上海大師賽 中國, 上海 ATP世界巡迴賽1000大師賽 室外硬地 2014年10月6日至10月12日                           | 1206 | 第三圈 | 羅伯托·包蒂斯塔·阿古特     | 18       | 勝                  | 6–4, 6–2                          |
| 上海大師賽 中國, 上海 ATP世界巡迴賽1000大師賽 室外硬地 2014年10月6日至10月12日                           | 1207 | 八強   | 儒利安·貝內托              | 28       | 勝                  | 7–6(7–4), 6–0                     |
| 上海大師賽 中國, 上海 ATP世界巡迴賽1000大師賽 室外硬地 2014年10月6日至10月12日                           | 1208 | 四強   | 諾華克·祖高域              | 1        | 勝                  | 6–4, 6–4                          |
| 上海大師賽 中國, 上海 ATP世界巡迴賽1000大師賽 室外硬地 2014年10月6日至10月12日                           | 1209 | 決賽   | 吉爾·西蒙                  | 29       | 勝(4)               | 7–6(8–6), 7–6(7–2)                |
| 大衛杜夫瑞士室內賽 瑞士, 巴塞爾 ATP 500分賽事 室內硬地 2014年10月20日至10月26日                          | 1210 | 首圈   | 吉爾·穆勒                  | 53       | 勝                  | 6–2, 6–1                          |
| 大衛杜夫瑞士室內賽 瑞士, 巴塞爾 ATP 500分賽事 室內硬地 2014年10月20日至10月26日                          | 1211 | 第二圈 | 丹尼斯·伊斯托明            | 55       | 勝                  | 3–6, 6–3, 6–4                     |
| 大衛杜夫瑞士室內賽 瑞士, 巴塞爾 ATP 500分賽事 室內硬地 2014年10月20日至10月26日                          | 1212 | 八強   | 格里戈爾·季米特洛夫        | 11       | 勝                  | 7–6(7–4), 6–2                     |
| 大衛杜夫瑞士室內賽 瑞士, 巴塞爾 ATP 500分賽事 室內硬地 2014年10月20日至10月26日                          | 1213 | 四強   | 伊沃·卡洛維奇              | 31       | 勝                  | 7–6(10–8), 3–6, 6–3               |
| 大衛杜夫瑞士室內賽 瑞士, 巴塞爾 ATP 500分賽事 室內硬地 2014年10月20日至10月26日                          | 1214 | 決賽   | 大衞·戈芬                  | 28       | 勝(5)               | 6–2, 6–2                          |
| 巴黎大師賽 法國, 巴黎 ATP世界巡迴賽1000大師賽 室內硬地 2014年10月27日至11月2日                           | –    | 首圈   | 輪空                       | 輪空     | 輪空                | 輪空                              |
| 巴黎大師賽 法國, 巴黎 ATP世界巡迴賽1000大師賽 室內硬地 2014年10月27日至11月2日                           | 1215 | 第二圈 | 熱雷米·夏爾迪              | 30       | 勝                  | 7–6(7–5), 6–7(5–7), 6–4           |
| 巴黎大師賽 法國, 巴黎 ATP世界巡迴賽1000大師賽 室內硬地 2014年10月27日至11月2日                           | 1216 | 第三圈 | 盧卡斯·普耶                | 176      | 勝                  | 6–4, 6–4                          |
| 巴黎大師賽 法國, 巴黎 ATP世界巡迴賽1000大師賽 室內硬地 2014年10月27日至11月2日                           | 1217 | 八強   | 米洛斯·拉奧歷              | 10       | 負                  | 6–7(5–7), 5–7                     |
| ATP世界巡迴賽總決賽 英國, 倫敦 ATP世界巡迴賽總決賽 室內硬地 2014年11月9日至11月16日                      | 1218 | 小組賽 | 米洛斯·拉奧歷              | 8        | 勝                  | 6–1, 7–6(7–0)                     |
| ATP世界巡迴賽總決賽 英國, 倫敦 ATP世界巡迴賽總決賽 室內硬地 2014年11月9日至11月16日                      | 1219 | 小組賽 | 錦織圭                     | 5        | 勝                  | 6–3, 6–2                          |
| ATP世界巡迴賽總決賽 英國, 倫敦 ATP世界巡迴賽總決賽 室內硬地 2014年11月9日至11月16日                      | 1220 | 小組賽 | 安迪·梅利                  | 6        | 勝                  | 6–0, 6–1                          |
| ATP世界巡迴賽總決賽 英國, 倫敦 ATP世界巡迴賽總決賽 室內硬地 2014年11月9日至11月16日                      | 1221 | 四強   | 斯坦·瓦林卡                | 4        | 勝                  | 4–6, 7–5, 7–6(8–6)                |
| ATP世界巡迴賽總決賽 英國, 倫敦 ATP世界巡迴賽總決賽 室內硬地 2014年11月9日至11月16日                      | –    | 決賽   | 諾華克·祖高域              | 1        | 不戰而敗            | 退出                              |
| 台維斯盃世界組決賽﹕ · 瑞士 對 法國 · 法國, 里爾 · 台維斯盃 · 室內泥地 · 2014年11月21日至11月23日        | 1222 | 小組賽 | 加埃爾·蒙菲斯              | 19       | 負                  | 1–6, 4–6, 3–6                     |
| 台維斯盃世界組決賽﹕ · 瑞士 對 法國 · 法國, 里爾 · 台維斯盃 · 室內泥地 · 2014年11月21日至11月23日        | 1223 | 小組賽 | 里夏爾·加斯凱              | 26       | 勝 （瑞士鎖定冠軍） | 6–4, 6–2, 6–2                     |

### 雙打賽事
| 賽事                                                                                              | 賽數 | 輪數   | 拍檔            | 對手                                    | 對手排名 | 結果     | 比分                         |
| 布里斯本國際賽 澳洲, 布里斯班 ATP 250分賽事 室外硬地 2013年12月30日至2014年1月5日                 | 204  | 首圈   | 尼古拉·馬俞     | 讓-儒利安·路查 霍里亞·特卡烏            | 15 23    | 勝       | 7–5, 7–6(7–5)                |
| 布里斯本國際賽 澳洲, 布里斯班 ATP 250分賽事 室外硬地 2013年12月30日至2014年1月5日                 | 205  | 八強   | 尼古拉·馬俞     | 熱雷米·夏爾迪 格里戈爾·季米特洛夫       | 92 67    | 勝       | 7–6(7–3), 6–7(5–7), [11–9]   |
| 布里斯本國際賽 澳洲, 布里斯班 ATP 250分賽事 室外硬地 2013年12月30日至2014年1月5日                 | 206  | 四強   | 尼古拉·馬俞     | 胡安·塞巴斯蒂安·卡瓦尔 罗伯特·法拉赫    | 43 48    | 負       | 6–7(5–7), 3–6                |
| 印第安維爾斯大師賽 美國, 印第安維爾斯 ATP世界巡迴賽1000大師賽 室外硬地 2014年3月3日至3月16日      | 207  | 首圈   | 斯坦·瓦林卡     | 罗翰·波柏纳 阿薩姆-烏爾-哈克·奎雷西     | 12 14    | 勝       | 6–2, 6–7(4–7), [10–6]        |
| 印第安維爾斯大師賽 美國, 印第安維爾斯 ATP世界巡迴賽1000大師賽 室外硬地 2014年3月3日至3月16日      | 208  | 第二圈 | 斯坦·瓦林卡     | 厄內斯特·古爾比斯 米洛斯·拉奧歷         | 807 137  | 勝       | 7–6(7–3), 7–6(7–4)           |
| 印第安維爾斯大師賽 美國, 印第安維爾斯 ATP世界巡迴賽1000大師賽 室外硬地 2014年3月3日至3月16日      | 209  | 八強   | 斯坦·瓦林卡     | 利安德·帕斯 拉德克·斯泰潘內克           | 10 8     | 勝       | 6–3, 6–7(6–8), [10–4]        |
| 印第安維爾斯大師賽 美國, 印第安維爾斯 ATP世界巡迴賽1000大師賽 室外硬地 2014年3月3日至3月16日      | 210  | 四強   | 斯坦·瓦林卡     | 亞歷山大·佩亞 布魯諾·蘇雷斯             | 3        | 負       | 4–6, 1–6                     |
| 台維斯盃世界組八強﹕ · 瑞士 對 · 瑞士, 日內瓦 · 台維斯盃 · 室內硬地 · 2014年4月4日至4月6日        | 211  | 小組賽 | 斯坦·瓦林卡     | 安德烈·戈盧別夫 亞歷山大·內多維耶斯索夫 | 161 126  | 負       | 4–6, 6–7(5–7), 6–4, 6–7(6–8) |
| 哈雷公開賽 德國, 哈雷 ATP 250分賽事 室外草地 2014年6月9日至6月15日                                | –    | 首圈   | 馬爾科·丘迪內利 | 马丁·埃姆里希 安德烈亞斯·塞皮           | 50 58    | 不戰而勝 | 不適用                       |
| 哈雷公開賽 德國, 哈雷 ATP 250分賽事 室外草地 2014年6月9日至6月15日                                | 212  | 八強   | 馬爾科·丘迪內利 | 亞歷杭德羅·法亞 聖地亞哥·希拉爾多       | 554 306  | 勝       | 6–3, 6–3                     |
| 哈雷公開賽 德國, 哈雷 ATP 250分賽事 室外草地 2014年6月9日至6月15日                                | 213  | 四強   | 馬爾科·丘迪內利 | 達斯汀·布朗 楊-萊納德·史卓夫            | 109 443  | 勝       | 7–5, 6–3                     |
| 哈雷公開賽 德國, 哈雷 ATP 250分賽事 室外草地 2014年6月9日至6月15日                                | 214  | 決賽   | 馬爾科·丘迪內利 | 安德烈·贝格曼 尤利安·克诺夫莱           | 49 42    | 負       | 6–1, 5–7, [10–12]            |
| 台維斯盃世界組決賽﹕ · 瑞士 對 法國 · 法國, 里爾 · 台維斯盃 · 室內泥地 · 2014年11月21日至11月23日 | 215  | 小組賽 | 斯坦·瓦林卡     | 儒利安·貝內托 里夏爾·加斯凱             | 5 189    | 勝       | 6–3, 7–5, 6–4                |

## 賽程安排

### 單打
下表為費達拿2014年的單打賽程﹕
| 日期                           | 賽事名稱                                | 地點         | 賽事等級                | 球場類型     | 上屆成績     | 上屆積分 | 獲得積分 | 結果                                                              |
| ------------------------------ | --------------------------------------- | ------------ | ----------------------- | ------------ | ------------ | -------- | -------- | ----------------------------------------------------------------- |
| 2013年12月30日– 2014年1月5日   | 布里斯本國際賽                          | 布里斯班     | ATP世界巡迴賽250賽      | 硬地         | 首次參與     | 不適用   | 150      | 決賽 (敗給萊頓·休伊特, 1–6, 6–4, 3–6)                             |
| 2014年1月13日– 2014年1月26日   | 澳洲網球公開賽                          | 墨爾本       | 大滿貫                  | 硬地         | 四強         | 720      | 720      | 四強 (敗給拉斐爾·拿度, 6–7(4–7), 3–6, 3–6)                        |
| 2014年1月31日– 2014年2月2日    | 台維斯盃世界組首圈﹕ · 瑞士 對 塞爾維亞 | 諾威薩       | 台維斯盃                | 室內硬地     | 沒有參加     | 不適用   | 40       | 瑞士 擊敗 塞爾維亞, 3–2 · 瑞士晉級台維斯盃八強                    |
| 2014年2月24日– 2014年3月2日    | 迪拜网球锦标赛                          | 杜拜         | ATP世界巡迴賽500賽      | 硬地         | 四強         | 180      | 500      | 冠軍 (擊敗托馬什·貝爾迪赫, 3–6, 6–4, 6–3)                         |
| 2014年3月3日– 2014年3月16日    | 印第安維爾斯大師賽                      | 印第安維爾斯 | ATP世界巡迴賽1000大師賽 | 硬地         | 八強         | 180      | 600      | 決賽 (敗給諾華克·祖高域, 6–3, 3–6, 6–7(3–7))                      |
| 2014年3月17日– 2014年3月30日   | 邁阿密大師賽                            | 邁阿密       | ATP世界巡迴賽1000大師賽 | 硬地         | 缺席         | 0        | 180      | 八強 (敗給錦織圭, 6–3, 5–7, 4–6)                                  |
| 2014年4月4日– 2014年4月6日     | 台維斯盃世界組八強﹕ · 瑞士 對          | 日內瓦       | 台維斯盃                | 室內硬地     | 沒有參加     | 不適用   | 130      | 瑞士 擊敗 , 3–2 · 瑞士晉級台維斯盃四強                            |
| 2014年4月12日– 2014年4月20日   | 蒙地卡羅大師賽                          | 蒙地卡羅     | ATP世界巡迴賽1000大師賽 | 泥地         | 沒有參加     | 不適用   | 600      | 決賽 (敗給斯坦·瓦林卡, 6–4, 6–7(5–7), 2–6)                        |
| 2014年5月5日– 2014年5月11日    | 馬德里大師賽                            | 馬德里       | ATP世界巡迴賽1000大師賽 | 泥地         | 第三圈       | 90       | 0        | 退出                                                              |
| 2014年5月12日– 2014年5月18日   | 羅馬大師賽                              | 羅馬         | ATP世界巡迴賽1000大師賽 | 泥地         | 決賽         | 600      | 10       | 第二圈 (敗給熱雷米·夏爾迪, 6–1, 3–6, 6–7(6–8))                    |
| 2014年5月26日– 2014年6月8日    | 法國網球公開賽                          | 巴黎         | 大滿貫                  | 泥地         | 八強         | 360      | 180      | 第四圈 (敗給厄內斯特·古爾比斯, 7–6(7–5), 6–7(3–7), 2–6, 6–4, 3–6) |
| 2014年6月9日– 2014年6月15日    | 哈雷公開賽                              | 哈雷         | ATP世界巡迴賽250賽      | 草地         | 冠軍         | 250      | 250      | 冠軍 (擊敗亞歷杭德羅·法亞, 7–6(7–2), 7–6(7–3))                    |
| 2014年6月23日– 2014年7月6日    | 溫布頓網球錦標賽                        | 溫布頓       | 大滿貫                  | 草地         | 第二圈       | 45       | 1200     | 決賽 (敗給諾華克·祖高域, 7–6(9–7), 4–6, 6–7(4–7), 7–5, 4–6)       |
| 2014年8月4日– 2014年8月10日    | 加拿大大師賽                            | 多倫多       | ATP世界巡迴賽1000大師賽 | 硬地         | 缺席         | 0        | 600      | 決賽 (敗給若-威爾弗里德·特松加, 5–7, 6–7(3–7))                    |
| 2014年8月11日– 2014年8月17日   | 辛辛那提大師賽                          | 辛辛那提     | ATP世界巡迴賽1000大師賽 | 硬地         | 八強         | 180      | 1000     | 冠軍 (擊敗大衛·費拿, 6–3, 1–6, 6–2)                               |
| 2014年8月25日– 2014年9月7日    | 美國網球公開賽                          | 紐約         | 大滿貫                  | 硬地         | 十六強       | 180      | 720      | 四強 (敗給馬林·契利奇, 3–6, 4–6, 4–6)                             |
| 2014年9月12日– 2014年9月14日   | 台維斯盃世界組四強﹕ · 瑞士 對 義大利   | 日內瓦       | 台維斯盃                | 室內硬地     | 沒有參加     | 不適用   | 140      | 瑞士 擊敗 義大利, 3–2 · 瑞士晉級台維斯盃決賽                      |
| 2014年10月6日– 2014年10月12日  | 上海大師賽                              | 上海         | ATP世界巡迴賽1000大師賽 | 硬地         | 第三圈       | 90       | 1000     | 冠軍 (擊敗吉爾·西蒙, 7–6(8–6), 7–6(7–2))                          |
| 2014年10月20日– 2014年10月26日 | 大衛杜夫瑞士室內賽                      | 巴塞爾       | ATP世界巡迴賽500賽      | 室內硬地     | 決賽         | 300      | 500      | 冠軍 (擊敗大衛·高芬, 6–2, 6–2)                                    |
| 2014年10月27日– 2014年11月2日  | 巴黎大師賽                              | 巴黎         | ATP世界巡迴賽1000大師賽 | 室內硬地     | 四強         | 360      | 180      | 八強 (敗給米洛斯·拉奧歷, 6–7(5–7), 5–7)                           |
| 2014年11月10日– 2014年11月16日 | ATP世界巡迴賽總決賽                     | 倫敦         | ATP世界巡迴賽總決賽     | 室內硬地     | 四強         | 400      | 1000     | 決賽前因傷退出 (對諾華克·祖高域)                                  |
| 2014年11月21日– 2014年11月23日 | 台維斯盃世界組決賽﹕ · 瑞士 對 法國     | 里爾         | 台維斯盃                | 室內泥地     | 沒有參加     | 不適用   | 75       | 瑞士 擊敗 法國, 3–1 · 瑞士首奪台維斯盃冠軍                        |
| 全年所獲積分                   | 全年所獲積分                            | 全年所獲積分 | 全年所獲積分            | 全年所獲積分 | 全年所獲積分 | 4205     | 9775     | ▲ 5570 分差                                                       |

### 雙打
| 日期                           | 賽事名稱                            | 地點         | 賽事等級                | 球場類型     | 上屆成績     | 上屆積分 | 獲得積分 | 結果                                                             |
| ------------------------------ | ----------------------------------- | ------------ | ----------------------- | ------------ | ------------ | -------- | -------- | ---------------------------------------------------------------- |
| 2013年12月30日– 2014年1月5日   | 布里斯本國際賽                      | 布里斯班     | ATP世界巡迴賽250賽      | 硬地         | 缺席         | 不適用   | 90       | 四強 (敗給胡安·塞巴斯蒂安·卡瓦尔 / 罗伯特·法拉赫, 6–7(5–7), 3–6) |
| 2014年3月3日– 2014年3月16日    | 印第安維爾斯大師賽                  | 印第安維爾斯 | ATP世界巡迴賽1000大師賽 | 硬地         | 沒有參加     | 不適用   | 360      | 四強 (敗給佩亞 / 蘇雷斯, 4–6, 1–6)                               |
| 2014年4月4日– 2014年4月6日     | 台維斯盃世界組八強﹕ · 瑞士 對      | 日內瓦       | 台維斯盃                | 室內硬地     | 不適用       | 不適用   | 0        | 瑞士 擊敗 , 3–2 · 瑞士晉級台維斯盃四強                           |
| 2014年6月9日– 2014年6月15日    | 哈雷公開賽                          | 哈雷         | ATP世界巡迴賽250賽      | 草地         | 首圈         | 0        | 150      | 決賽 (敗給安德烈·贝格曼 / 克诺夫莱 , 6–1, 5–7, [10–12])          |
| 2014年11月21日– 2014年11月23日 | 台維斯盃世界組決賽﹕ · 瑞士 對 法國 | 里爾         | 台維斯盃                | 室內泥地     | 不適用       | 不適用   | 90       | 瑞士 擊敗 法國, 3–1 · 瑞士首奪台維斯盃冠軍                       |
| 全年所獲積分                   | 全年所獲積分                        | 全年所獲積分 | 全年所獲積分            | 全年所獲積分 | 全年所獲積分 | 90       | 690      | ▲ 600 分差                                                       |

## 年度纪录

### 交手纪录
费德勒在2014赛季录得73胜12负的单赛季战绩，胜率为85.88%。其中他面对ATP排名前十的球员交手战绩为17胜5负，胜率为77.27%。以下对手名单按费德勒在2014赛季与之交手胜出次数降序排列：
- 安迪·梅利 3–0
- 米洛斯·拉奧歷 3–1
- 諾華克·祖高域 3–2
- 羅伯托·包蒂斯塔·阿古特 2–0
- 大衛·費雷爾 2–0
- 里夏爾·加斯凱 2–0
- 伊沃·卡洛維奇 2–0
- 馬林科·馬托塞維奇 2–0
- 吉爾·穆勒 2–0
- 盧卡斯·拉索爾 2–0
- 拉德克·史坦帕尼克 2–0
- 德米特里·圖爾蘇諾夫 2–0
- 熱雷米·夏爾迪 2–1
- 加埃爾·蒙菲爾斯 2–1
- 錦織圭 2–1
- 若-威爾弗里德·特松加 2–1
- 斯坦·瓦林卡 2–1
- 凱文·安德森 1–0
- 蒂莫·德·巴克 1–0
- 班傑明·貝克爾 1–0
- 儒利安·貝內托 1–0
- 托馬什·貝爾迪赫 1–0
- 西莫內·博萊利 1–0
- 伊利亞·博佐利亞奇 1–0
- 格里戈爾·季米特洛夫 1–0
- 亞歷山大·多爾戈波洛夫 1–0
- 詹姆斯·達克沃斯 1–0
- 亞歷杭德羅·法亞 1–0
- 法比奧·福尼尼 1–0
- 泰穆拉茲·加巴什維利 1–0
- 聖地亞哥·希拉爾多 1–0
- 大衛·高芬 1–0
- 安德烈·戈盧別夫 1–0
- 馬塞爾·格拉諾勒斯 1–0
- 山姆·格羅斯 1–0
- 托米·哈斯 1–0
- 丹尼斯·伊斯托明 1–0
- 布拉日·卡夫契奇 1–0
- 米哈伊爾·庫庫什金 1–0
- 盧卡斯·拉科 1–0
- 費利西亞諾·洛佩斯 1–0
- 保羅·洛倫齊 1–0
- 保羅-亨利·馬蒂厄 1–0
- 萊昂納多·梅耶爾 1–0
- 亞爾科·涅米寧 1–0
- 彼得·波蘭斯基 1–0
- 華塞克·波斯比希爾 1–0
- 盧卡斯·普耶 1–0
- 托米·羅佈雷多 1–0
- 迪亞哥·塞巴斯蒂安·施瓦茲曼 1–0
- 吉爾·西蒙 1–0
- 喬奧·索薩 1–0
- 馬林·契利奇 1–1
- 厄內斯特·古爾比斯 0–1
- 萊頓·休伊特 0–1
- 拉斐爾·拿度 0–1

### 決賽

#### 單打: 11 (5-6)
| 賽事系列                       |
| ------------------------------ |
| 大滿貫賽事 (0–1)               |
| 世界巡迴總決賽（年終賽） (0–1) |
| 世界巡迴大師賽 1000 (2–3)      |
| 世界巡迴賽 500 (2–0)           |
| 世界巡迴賽 250 (1–1)           |

| 依場地性質分類 |
| -------------- |
| 硬地 (4–4)     |
| 泥地 (0–1)     |
| 草地 (1–1)     |

| 依室內外分類 |
| ------------ |
| 室外 (4–5)   |
| 室內 (1–1)   |

| 結果 | 次數 | 日期           | 賽事                               | 場地     | 決賽對手             | 決賽比分                          |
| ---- | ---- | -------------- | ---------------------------------- | -------- | -------------------- | --------------------------------- |
| 亞軍 | 37.  | 2014年1月5日   | 澳洲布里斯班國際賽                 | 硬地     | 萊頓·休伊特          | 1–6, 6–4, 3–6                     |
| 冠軍 | 78.  | 2014年3月1日   | 阿聯酋杜拜免稅錦標賽 (6)           | 硬地     | 托馬什·貝爾迪赫      | 3–6, 6–4, 6–3                     |
| 亞軍 | 38.  | 2014年3月16日  | 美國印第安維爾斯大師賽             | 硬地     | 諾華克·祖高域        | 6–3, 3–6, 6–7(3–7)                |
| 亞軍 | 39.  | 2014年4月20日  | 摩納哥蒙地卡羅大師賽 (4)           | 泥地     | 斯坦·瓦林卡          | 6–4, 6–7(5–7), 2–6                |
| 冠軍 | 79.  | 2014年6月15日  | 德國哈雷公開賽 (7)                 | 草地     | 亞歷杭德羅·法亞      | 7–6(7–2), 7–6(7–3)                |
| 亞軍 | 40.  | 2014年7月6日   | 英國溫布頓網球錦標賽（溫布頓） (2) | 草地     | 諾華克·祖高域        | 7–6(9–7), 4–6, 6–7(4–7), 7–5, 4–6 |
| 亞軍 | 41.  | 2014年8月10日  | 加拿大多倫多大師賽 (3)             | 硬地     | 若-威爾弗里德·特松加 | 5–7, 6–7(3–7)                     |
| 冠軍 | 80.  | 2014年8月17日  | 美國辛辛那堤大師賽 (6)             | 硬地     | 大衛·費雷爾          | 6–3, 1–6, 6–2                     |
| 冠軍 | 81.  | 2014年10月12日 | 中國上海大師賽                     | 硬地     | 吉爾·西蒙            | 7–6(8–6), 7–6(7–2)                |
| 冠軍 | 82.  | 2014年10月26日 | 巴塞爾大衛杜夫瑞士室內賽 (6)       | 室內硬地 | 大衛·高芬            | 6–2, 6–2                          |
| 亞軍 | 42.  | 2014年11月16日 | 英國倫敦ATP年終賽 (3)              | 室內硬地 | 諾華克·祖高域        | 退出                              |

#### 雙打: 1 (0-1)
| 賽事系列             |
| -------------------- |
| 世界巡迴賽 250 (0–1) |

| 依場地性質分類 |
| -------------- |
| 草地 (0–1)     |

| 依室內外分類 |
| ------------ |
| 室外 (0–1)   |

| 結果 | 次數 | 日期          | 賽事           | 場地 | 搭擋            | 決賽對手                      | 決賽比分          |
| ---- | ---- | ------------- | -------------- | ---- | --------------- | ----------------------------- | ----------------- |
| 亞軍 | 6.   | 2014年6月15日 | 德國哈雷公開賽 | 草地 | 馬爾科·丘迪內利 | 安德烈·贝格曼 尤利安·克诺夫莱 | 6–1, 5–7, [10–12] |

#### 團體賽事: 1 (1-0)
| 結果 | 次數 | 日期                     | 團體賽事         | 場地     | 搭擋                                    | 決賽對手                                                       | 決賽比分 |
| ---- | ---- | ------------------------ | ---------------- | -------- | --------------------------------------- | -------------------------------------------------------------- | -------- |
| 冠軍 | 2.   | 2014年11月21日至11月23日 | 法國里爾台維斯盃 | 室內泥地 | 斯坦·瓦林卡 馬爾科·丘迪內利 麥可·拉梅爾 | 若-威爾弗里德·特松加 加埃爾·蒙菲斯 儒利安·貝內托 里夏爾·加斯凱 | 3–1      |

### 奖金
| 赛事                | 奖金       | 年度累积奖金 |
| ------------------- | ---------- | ------------ |
| 布里斯本國際賽      | $46,760    | $46,760      |
| 澳洲網球公開賽      | A$540,000  | $532,382     |
| 杜拜網球錦標賽      | $465,830   | $998,212     |
| 印第安泉大師賽      | $531,550   | $1,529,762   |
| 邁阿密大師賽        | $98,130    | $1,627,892   |
| 蒙地卡羅大師賽      | €269,150   | $2,001,552   |
| 羅馬大師賽          | €18,860    | $2,027,498   |
| 法國網球公開賽      | €125,000   | $2,197,798   |
| 哈雷公開賽          | €139,150   | $2,387,584   |
| 溫布頓網球錦標賽    | £880,000   | $3,884,288   |
| 加拿大大師賽        | $293,650   | $4,177,938   |
| 辛辛那提大師賽      | $638,850   | $4,816,788   |
| 美國網球公開賽      | $792,500   | $5,609,288   |
| 上海大師賽          | $798,540   | $6,407,828   |
| 大衛杜夫瑞士室內賽  | €352,355   | $6,857,292   |
| 巴黎大師賽          | €71,700    | $6,948,122   |
| ATP世界巡迴賽總決賽 | $1,095,000 | $8,043,122   |
| 額外積分獎金        | $1,350,000 | $9,393,122   |
| 總計                | 總計       | $9,393,122   |

 不同賽事獎金單位不同，無特別說明均以美元為單位。 

### 奖项
- 美网体育精神奖[50]
- 埃德贝里運動精神獎[51]
  - 生涯第十次获奖（2011年以来连续第四年获奖）
- ATP最受歡迎球員獎（單打）[51]
  - 连续第十二年获奖
- 台維斯盃最有价值球员[52]（与瓦林卡共同获得）